# Orpheus (cràter)
Orpheus és un cràter de l'asteroide del tipus Amor (433) Eros, situat amb el sistema de coordenades planetocèntriques a 25.6 ° de latitud nord i 176.7 ° de longitud est. Fa un diàmetre de 1.1 km. El nom va ser fet oficial per la UAI l'any 2003 i fa referència a Orfeu, cantant i músic de la mitologia grega, espòs de la nimfa Eurídice.